# Layshia Clarendon
Layshia Renee Clarendon (ur. 2 maja 1991 San Bernardino) – amerykańska koszykarka, występująca na pozycji rzucającej, reprezentantka kraju, od 2023 zawodniczka Los Angeles Sparks w WNBA.
10 lutego 2020 została zawodniczką New York Liberty. Jest osobą niebinarną i w 2021 roku przeszła operację usunięcia piersi.
30 maja 2021 dołączyła do Minnesoty Lynx. 7 lutego 2023 zawarła umowę z Los Angeles Sparks.

## Osiągnięcia
Stan na 11 czerwca 2023, na podstawie, o ile nie zaznaczono inaczej.
NCAA
- Uczestniczka rozgrywek:
  - NCAA Final Four (2013)
  - turnieju NCAA (2012, 2013)
- Mistrzyni sezonu regularnego konferencji Pac-12 (2013)
- MVP turnieju:
  - Colliers International Classic (2011)
  - Spokane Region (2013)
- Zaliczona do:
  - I składu:
    - Pac-12 (2012, 2013)
    - turnieju Pac-12 (2012)
    - WBCA All-Region (2012)
    - Pac-12 All-Academic (2012)
    - najlepszych pierwszorocznych zawodniczek Pac-10 (2010)
    - All-Pac-12 Media (2012)

  - składu honorable mention:
    - All-Pac-10 (2011)
    - Pac-10 All-Academic (2011)
    - All-American (2012 przez WBCA, 2013przez Associated Press, WBCA)

WNBA
- Wicemistrzyni WNBA (2015, 2019)
- Uczestniczka meczu gwiazd WNBA (2017)

Drużynowe
- Uczestniczka rozgrywek Euroligi (2013/2014)

Reprezentacja
- Mistrzyni świata:
  - 2018
  - U–19 (2009)